# Thủy thủ Sao Hỏa
Hino Rei (火野 レイ (Hỏa-Dã Lệ)), được biết nhiều hơn với cái tên Sailor Mars (セーラー マーズ Sērā Māzu) là một nhân vật trong bộ truyện Sailor Moon được viết bởi Naoko Takeuchi. Cô là thành viên của nhóm Chiến binh Thủy thủ, cô chiến đấu để bảo vệ Hệ mặt trời khỏi bọn ác quỷ.
Rei là thành viên thứ hai được tìm thấy bởi Sailor Moon, cô mang trong mình quyền năng của lửa. Rei là Chiến binh của tranh đấu (戦いの戦士) và Chiến binh của lửa và sự phẫn nộ (炎と情熱の戦士), dưới sự giám hộ của Hành tinh của Lửa (nghĩa đen của từ Sao Hoả trong tiếng Nhật). Tuỳ thuộc vào những chiêu thức mình đưa ra có liên quan tới gì, cô cũng sẽ tự phong mình là Chiến binh của Lửa (炎の戦士) hoặc Chiến binh của sự phẫn nộ (情熱の戦士).
Ngoài series Sailor Moon, cô còn là nhân vật chính trong ngoại truyện đặc biệt Trận chiến trường nữ sinh của Rei và Minako và Ký ức Casablanca.

## Thân thế
Rei Hino sinh ngày 17 tháng 4, mang nhóm máu AB, thuộc chòm sao Bạch Dương. Rei là hóa thân hiện tại của Sailor Mars. Cô xuất hiện trong tất cả các season của Series Sailor Moon. Tính cách của Rei được thay đổi hoàn toàn từ bản manga gốc cho tới anime.
Cô có ngoại hình được cho là rất xinh đẹp, tóc đen dài và thường xuất hiện trong trang phục của một Vu nữ, cùng với vật nuôi của mình là hai con quạ là Phobos và Deimos, đặt tên theo hai vệ tinh tự nhiên của sao Hỏa. Ở tập 3, Ami đã nói với Usagi rằng nếu đi trên chuyến xe buýt lúc 6h thì có thể gặp một cô gái rất đẹp. Hai người cùng lên xe và Ami đã chỉ cho Usagi nhìn thấy Rei. Usagi đã ngắm Rei mất một lúc đến khi Ami nhắc không nên nhìn chằm chằm vào người khác như vậy.

Rei trong đồng phục học sinh dưới nét vẽ của tác giả Naoko Takeuchi

### Anime 90s
Trong anime, Rei là một người "nóng tính", ý chí mạnh mẽ và có phần hống hách - nghĩa là một cô gái muốn có tất cả mọi thứ, từ việc ước muốn đi du lịch khắp thế giới cho đến trở thành thần tượng âm nhạc, cũng như có một người bạn trai (tính cách này của Rei trong musicals được miêu tả là tốt). Cô có một khía cạnh khác trong Anime. Lòng trung thành của cô đối với Sailor Moon cực kỳ mạnh mẽ và sự cương quyết của cô rất đáng để ngưỡng mộ. Rei thể hiện tình cảm đối với những người cô quan tâm nhất theo những cách "kỳ quặc", chẳng hạn như cô hay trêu chọc Usagi hoặc hay nói đùa với Yuuichirou. Mặc dù Rei hay cãi nhau với Usagi, cô vẫn quan tâm tới Usagi rất nhiều và hai người có một tình bạn thân thiết, Usagi cũng có vẻ gần gũi với Rei hơn các Senshi khác (trong season 5, Rei là người đầu tiên mà Usagi chia sẻ rằng Mamoru không liên lạc với cô, và Rei bực đến mức đã hỏi Usagi rằng tại sao cô phải chịu đựng nhiều như thế.)

### Manga
Trong manga, Rei là một người khắc kỷ, ghét những người không liên quan đến mình, và ghét nhất là đàn ông (một phần do sự ghẻ lạnh từ người cha - một chính trị gia - của cô). Cô thể hiện tất cả những phẩm chất của một người phụ nữ Nhật Bản hoàn hảo: thanh lịch, sang trọng, kín đáo, thông minh và xinh đẹp. Hình ảnh Rei trong manga với vai trò một Miko hợp hơn với tính cách Rei trong Anime.

### Live action
Tính cách của Rei trong Live Action rất giống với tính cách của cô đã được miêu tả trong Manga. Rei thích tỏ ra lạnh lùng và nghiêm túc trong phần đầu của Series này. Thêm nữa, nó còn nhấn mạnh rằng cô không quan tâm đến việc kết bạn với những cô gái khác hoặc tham gia vào các hoạt động của họ (đặc biệt là hát karaoke, thú vui mà chính cô nói rằng mình ghét nó). Thời gian trôi qua, Rei trở nên ấm áp và trở nên gần gũi với các Senshi khác hơn. Trong tất cả các Senshi, Rei là người ít quan tâm nhất về cuộc sống trong quá khứ của mình. Cô thường tranh luận với Sailor Venus về điều này. Đôi khi cô cũng có vài tranh cãi, quan điểm khác biệt với Sailor Venus, tương tự như với Sailor Moon trong Anime.

### Nhạc kịch
Trong Sailor Moon Musicals, tính cách của Rei có vẻ giống trong Anime hơn là Manga. Cô ước mơ trở thành một nhà soạn nhạc.

### Gia đình
Rei sống với ông nội của cô, các linh mục của đền Hikawa. Cha cô là một chính trị gia được đánh giá cao, một thành viên của đảng chính trị chiếm ưu thế ở Nhật Bản vào thời điểm đó, người không tham gia vào cuộc sống của cô. Mẹ Rei đã qua đời khi cô còn nhỏ (Điều này được đề cập trong cả manga và PGSM, nhưng nó chưa được nêu ra rõ ràng trong Anime.). Trong Anime, ngôi đền có một người giúp việc vụng về tên là Yuuichirou, người cũng đã từng là người yêu của Rei. Cô cũng có một người anh em họ, một nghệ nhân làm gốm tên là Kengo Ibuki, mặc dù điều này không được đề cập đến trong manga.
Trong Parallel Sailor Moon, Rei vẫn làm việc trong đền Hikawa, dạy một khoá học thư pháp cho trẻ em, và có một cô con gái cũng được gọi là Rei, với một người chồng từng là linh mục Shinto.

### Các mối quan hệ
Trong phiên bản anime 90s, Rei thường xung đột với Usagi vì những lý do nhỏ nhặt nhưng cũng chỉ là thoáng qua, và sau đó họ lại thân thiết với nhau. Dù Rei thường xuyên châm chọc Usagi vì tính hậu đậu của cô ấy, nhưng bất cứ khi nào Usagi cần, Rei đều giúp đỡ.
Rei cũng được mô tả là có hứng thú với những chàng trai đẹp. Cô từng có giai đoạn phải lòng Chiba Mamoru, một anh chàng sinh viên đại học đẹp trai. Cô nhiều lần tán tỉnh anh, và cũng đã có nhiều buổi hẹn hò. Trong anime 90s bạn cũng thấy không ít cảnh Rei tay trong tay với Mamoru trong những phân đoạn ngoài chiến đấu với kẻ địch. Sau khi biết được Mamoru – Tuxedo mặt nạ chính là kiếp sau của Hoàng tử Endymion, là người tình của Usagi – Công chúa Serenity, người mà cô phải bảo vệ, Rei đã chủ động rút lui để giữ lại tình bạn giữa mình và Usagi
Trong Senshi/Shitennou, Rei được ghép cặp với Jadeite. Cặp đôi này rất phổ biến trong Fan Fiction cũng như Fan Art.
Một mối quan hệ khác tồn tại trong Anime 90s đó là với Yuuichirou Kumada. Lần đầu tiên Rei gặp Yuuichirou, cô có vẻ không thích anh. Nhưng dần dần, Rei cũng đã có cảm tình với Yuuichirou hơn. Về phần mình, Yuuichirou có thể bất chấp mạng sống chỉ để bảo vệ Rei. Trong tập 99, Yuuichirou đã vô cùng ghen với Haruka, người mà anh cho rằng là một chàng trai đang tán tỉnh Rei.
Trong ngoại truyện Ký ức Casablanca, Rei yêu thầm thư ký của bố cô - Kaidou. Anh ta quan tâm đến Rei hơn là cha cô, và mua quà tặng Rei trong ngày sinh nhật của cô. Mặc dù Rei có hôn Kaidou một lần, nhưng mối quan hệ này không hề đi đến một kết thúc lãng mạn, Kaidou thì đính hôn với một người phụ nữ khác. Anh ta nói với Rei rằng đây là một mối quan hệ đã được sắp đặt từ trước, và anh chỉ chấp nhận chủ yếu trên danh dự, nhưng Rei không tin anh ta. Theo quan điểm của cô, nếu Kaidou thực sự muốn một cuộc hôn nhân để đạt được quyền lực, thì anh ta sẽ kết hôn với cô thay vì người phụ nữ kia.
Ngoài ra, có rất nhiều người hâm mộ thường gán ghép cô với Aino Minako do mối quan hệ của hai người trong Live Action. Mặc dù đôi khi có bất đồng, nhưng Rei và Minako giành tình cảm và sự tôn trọng đặc biệt cho nhau nhiều hơn với các thành viên còn lại. Giữa họ có một "mối liên kết" mạnh mẽ.

## Biệt hiệu

### Sailor Mars
Sailor Mars là hình dạng thứ hai của Hino Rei sau khi biến hình.

### Princess Mars
Khi còn ở Thiên Niên Kỷ Bạc, cô là Công chúa Sao Hỏa, sống trong lâu đài Phobos and Deimos. Nhiệm vụ của cô là bảo vệ Công chúa Serenity.

## Những phụ kiện của Thủy thủ sao Hỏa

### Bùa hộ mệnh

Thủy thủ Sao Hỏa tấn công bằng bùa (hình ảnh trong phiên bản Anime 90s)

Bùa hộ mệnh (Ofuda) là loại bùa hộ mệnh, trừ tà và cả những loại bùa mê được làm / bán tại những đền thờ ở Nhật Bản. Người ta truyền rằng Ofuda mang lại may mắn, sự bảo vệ cho người sử dụng, ofuda còn có những công năng khác tùy thuộc vào những lời niệm được viết trên nó.
Trong series Sailor Moon, Rei Hino đã sử dụng ofuda trong cả hình dạng người thường lẫn chiến binh thủy thủ. Với công việc là một miko cộng với khả năng ngoại cảm của mình, Rei có thể sử dụng năng lượng đặc biệt để diệt trừ ma quỷ trước khi cô ấy trở thành Sailor Mars (trong series Sailor Moon, Rei và Hotaru là 2 chiến binh duy nhất có thể sử dụng năng lượng đặc biệt trong hình dạng người thường).
Trong hình dạng Sailor Mars, Rei sử dụng ofuda trong các tuyệt chiêu "Akuryo Taisan" và "Fire Sould Bird". Rei thường tung ofuda về phía kẻ thù, làm chúng tê liệt và bất lực. Nhờ đó, Sailor Moon sẽ tận dụng cơ hội tung tuyệt chiêu kết liễu kẻ thù. Với những kẻ thù yếu hơn, ofuda cũng đủ mạnh để kết liễu chúng ngay lập tức. Chúng ta thường chỉ nhìn thấy Rei sử dụng 1 hoặc 2 ofuda trong mỗi cuộc chiến đấu, nhưng trong cả series, dường như cô ấy mang theo rất nhiều ofuda bên mình. Ví dụ như trong tập phim Sailor Moon R The Movie: Promise Of The Rose, cô ấy đã tung hàng chục ofuda về phía kẻ thù.
- Chú thích thêm:

– Những ký tự trên Ofuda được đọc là "悪霊退散 (Akuryou Taisan)" dịch nghĩa "Evil Spirits, Begone" or "Evil Spirits, Disperse" (Linh Hồn Quỷ Dữ, Hãy Tan Biến Đi).
– Ofuda có nghĩa là "bùa" hay "bùa hộ mệnh". Mỗi Ofuda là một loại bùa chú được phát hành bởi ngôi đền Shinto. Chúng được cho rằng là có thể giúp tránh được xui xẻo và đem lại may mắn.
– Ở trong Manga (Ngoại truyện: Rei's & Minako's Girls School Battle?), Khi Rei bị điều khiển bởi một linh hồn ma quỷ, Sailor Venus đã sử dụng chính Ofuda của Rei để diệt trừ linh hồn này. Có vẻ như trong thế giới của Sailor Moon, những ai được hướng dẫn đúng cách cũng có thể sử dụng năng lượng của Ofuda.
– Kỹ thuật gọi Ofuda của Rei là "Ofuda Hurricane" (お札ハリケーン; Ofuda Harikeen) và "Ofuda Paste" (お札貼り; Ofuda Hari) trong game đầu tiên của Sailor Moon dành cho hệ máy Super Famicom.
– Trong thực tế, Ofuda có thể được tạo ra trên nhiều vật liệu như giấy, gỗ, vải hoặc kim loại. Rei thường chỉ sử dụng Ofuda bằng giấy.
– Các chữ Hán trên Ofuda đã bị bóp méo hoặc bị xóa đi trong bản lồng tiếng của Hàn Quốc. Tất cả các yếu tố Phật giáo / đạo Shinto của bản Anime đầu tiên đều bị kiểm duyệt hoặc bị chỉnh sửa hoàn toàn khỏi series.

### Mũi tên Sao Hỏa
Mũi tên Sao Hỏa (Mars arrow) là một trang bị quan trọng nhất của Thủy thủ Sao Hỏa, được cô sử dụng trong suốt các phần SuperS (Anime), Dream & Stars (Manga). Với mũi tên này, cô có thể khai triển đòn tấn công tối hậu: Mars Flame Sniper.

Thủy thủ Sao Hỏa tấn công bằng mũi tên (hình ảnh trong Anime 90s)

Trong Manga, Mũi tên Sao Hỏa xuất hiện ở những tình tiết đầu phần 4. Rei và những chiến binh khác đi đến một rạp xiếc, nơi mà thực ra là căn cứ ngầm của Nhóm Dead Moon Circus. Rei đi tách ra khỏi nhóm và bước vào ngôi nhà gương nơi Mắt Hổ đã bẫy cô vào một cơn ác mộng. Mặc dù Rei đã rất tỉnh táo và sử dụng ofuda khai triển đòn tấn công Akuryo Taisan để tạm thời thoát khỏi những ảo giác song cô không thể biến thân thành Thủy Thủ Sao Hỏa. Sau đó cô nhanh chóng rơi vào trạng thái vô thức. Lúc bấy giờ, Phobos và Deimos (2 nữ hộ vệ của Rei ở kiếp trước, sống trong hình hài chim quạ ở kiếp này và được Rei nuôi tại đền Hikawa) lao vào nhà gương tấn công Mắt Hổ, đưa cho Rei "Pha lê sao Hỏa" và nói với cô về những gì đang xảy ra với các đồng đội ở bên ngoài. Rei nhanh chóng biến thân thành Siêu Thủy Thủ Sao Hỏa.
Mũi tên sao Hỏa xuất hiện ngay sau khi Rei biến thân. Cô sử dụng nó để khai triển tuyệt chiêu Mars Flame Sniper ngay sau đó, giết chết mắt hổ và xóa sạch tất cả những phù phép của nhóm Dead Moon Circus. Thủy Thủ Sao Hỏa tiếp tục sử dụng tuyệt chiêu này trong suốt phần 4 và phần 5 của bộ truyện.
Trong Anime, giống như mọi vũ khí của nhóm chiến binh hộ vệ công chúa. Mũi tên Sao Hỏa không phải là một vũ khí hữu hình. Tuy nhiên biểu tượng của nó luôn xuất hiện trước và sau khi Rei biến thân thành Thủy Thủ Sao Hỏa, biểu tượng cũng xuất hiện trước khi Rei khai triển đòn tấn công Mars Flame Sinper bằng bộ cung tên hình thành từ lửa.
- Chú thích thêm:

- Trong thần thoại cổ. Mũi tên Sao Hỏa là một vũ khí được sử dụng bởi thần chiến tranh Ares/Mars. Ngoài ra, những người con của thần là Eros/Cupid, và cả nữ thần tình yêu Aphrodite/Venus cũng sử dụng cung tên.
- Trong văn hóa Nhật Bản, các miko được biết đến với kỹ năng bắn cung điêu luyện, họ còn có thể trừ tà bằng kỹ năng này (Giống nhân vật Kikyou trong Inuyasha). Tuyệt kỹ Mars Flame Sniper sử dụng cung tên làm vũ khí có vẻ rất phù hợp với Rei, người đồng thời cũng là một miko.
- Trong Manga, Mũi tên Sao Hỏa được hình thành từ dòng lửa do Rei tạo ra và được cột thêm những thẻ bùa trừ yêu ở thân.
- Không giống như đàn hạc của Ami, không có tình tiết Mũi tên sao Hỏa nói chuyện với chủ nhân của nó, song có thể giả định rằng nó cũng là một vũ khí có tri giác.

## Trang phục

### Anime
Trong trang phục của Sailor Mars, màu chủ đạo là màu đỏ (Giày, váy, cổ áo, viền găng tay, vòng đeo cổ, trâm cài ở nơ, nơ sau) và màu nhấn là màu tím (nơ ở ngực). Hoa tai của cô là một ngôi sao năm cánh màu đỏ, cổ áo có một sọc màu trắng, và mang giày cao gót đỏ chứ không phải là bốt.
Sau khi được nâng cấp thành Super Sailor Mars, hoa tai của cô có 6 cánh, vòng cổ của cô đã có một ngôi sao vàng năm cánh đính thêm vào. Cổ áo của cô vẫn chỉ có một sọc trắng, trâm cài của cô có màu đỏ, hình trái tim. Nơ sau được kéo dài hơn. Phía dưới miếng đệm vai bình thường là một miếng đệm nhọn, trong suốt.

### Manga
Trang phục đầu tiên của Sailor Mars trong manga chủ yếu giống trong Anime. Có một vài điểm khác biệt là: Cổ áo của cô có ba sọc trắng, hoa tai của cô có hình ngôi sao 6 cánh ngay từ đầu và có một viên ngọc màu đỏ được gắn liền ở giữa thắt lưng. Trong Materials Collection, đôi giày cao gót của cô có đính cườm hoặc dây đeo đá quý trên mu bàn chân.
Trâm của cô thay đổi từ hình tròn thành hình trái tim sau khi Sailor Moon được nâng cấp thành Super Sailor Moon. Sau khi được nâng lên cấp Super, trang phục của cô giống hệt trong Anime, trừ phần vòng cổ, ở ngôi sao có đính thêm một viên đá quý.
Sau khi được nâng lên cấp Eternal trong Stars Arc, vòng cổ của cô có hình chữ V. Ở nơ trước của cô có đính ngôi sao năm cánh màu đỏ. Miếng đệm vai của cô phồng lên, màu đỏ nhạt với hai miếng vải ở dưới. Găng tay cô dài đến cánh tay. Trong artbook minh hoạ, cô có đeo chiếc vòng ruy băng ở cổ tay, màu đỏ, đính ngôi sao năm cánh màu vàng. Nhưng nó không xuất hiện trong manga. Thắt lưng của cô gồm có 2 dải ruy băng màu đỏ. Một đỏ nhạt và một đỏ đậm, dài và mỏng. Ở nơi giao nhau của hai mảnh ruy băng có đính một ngôi sao năm cánh màu vàng. Nơ sau của cô có màu đỏ nhạt. Váy của cô có hai lớp. Một lớp màu đỏ đậm, lớp dưới màu đỏ nhạt. Bốt của cô dài đến đầu gối, trắng, có viền hình chữ V màu đỏ với một ngôi sao năm cánh đính vào. Hoa tai của cô màu đỏ, hình sao năm cánh. Vương miện của cô đính một ngôi sao năm cánh màu đỏ.

### Live action
Trang phục của Sailor Mars trong PGSM gần như giống hoàn toàn với Manga. Sự khác biệt duy nhất là găng tay của cô dài hơn, gần tới khuỷu tay (không giống như các Senshi khác) và hoa tai của cô chỉ có bốn cánh sao.

### Nhạc kịch
Trang phục của Sailor Mars trong vở nhạc kịch có tới hai phiên bản
Trong phiên bản đầu tiên, viền găng tay, nơ trước, nơ sau, tay áo của cô có màu tím. Trong khi cổ áo, vòng cổ, váy có màu đỏ. Các phiên bản sau của trang phục đã đổi tay áo thành màu đỏ (như trong hình). Chiếc trâm cài gắn liền với nơ trước có hình một ngôi sao màu vàng, với một viên ngọc màu đỏ ở giữa. Cô cũng có một ngôi sao vàng ở trên vòng cổ và ở hoa tai. Tất cả các trang trí trên trang phục, kể cả sọc áo có màu vàng. Phiên bản này không bao giờ được nhìn thấy sau Sailor Moon S - Henshin - Super Senshi e no Michi (Kaiteiban).
Phiên bản thứ hai về cơ bản thì giống như trong manga và anime. Nơ trước của cô có màu hoa oải hương, cổ áo, viền găng tay, vòng cổ, nơ sau có màu đỏ. Váy của cô có hai lớp: Lớp trên màu đỏ và lớp dưới màu tím. Trang trí ở vòng cổ của cô là một ngôi sao vàng, có hình tròn ở giữa. Trong hình tròn là biểu tượng của Sao Hoả. Trâm cài ở nơ trước là một hình trái tim màu đỏ, được viền quanh bởi màu vàng. Hoa tai của cô là một ngôi sao năm cánh. Giày của cô khác hơn so với manga và anime. Nó có thêm một dây đeo ở mu bàn chân.

### Princess Mars
Cô mặc váy đầm dài màu đỏ, ở giữa có mảng màu hồng và đeo băng đeo cổ màu đỏ. Cô có ký hiệu sao Hỏa trước trán.

## Chiêu thức và Sức mạnh

### Anime
- Quyền năng

Rei là một Miko ở đền Hikawa, do đó cô có một số quyền năng mà những Senshi khác không có. Ví dụ: Cô có thể đọc lửa (nhìn vào lửa và xem được thứ mà cô muốn biết). Rei cũng có một số khả năng ngoại cảm. Cô thường mang theo các lá bùa và đọc các câu thần chú theo thứ tự Rin, Pyo, Tou, Sha, Kai, Jin, Retsu, Zai, Zen.
- Biến đổi

- Mars Power, Make Up (Năng lượng Sao Hoả, biến thân!) - Cô sử dụng bút (gậy) biến thân để biến thành Sailor Mars.
- Mars Star Power, Make Up (Năng lượng tinh tú Sao Hoả, biến thân!) - Cô sử dụng bút biến thân tinh tú để biến thành Sailor Mars (Thủy Thủ Sao Hỏa).
- Mars Crystal Power, Make Up (Năng lượng pha lê Sao Hoả, biến thân!) - Cô sử dụng bút biến thân pha lê để biến thành Super Sailor Mars (Siêu Thủy Thủ Sao Hỏa).
- Chiêu thức tấn công

- Akuryo Taisan (Linh hồn quỷ dữ hãy biến đi !) - Một trong những chiêu thức của Rei khi làm Miko. Cô sẽ ném một lá bùa và hét lên " Akuryo Taisan! ". Khi lá bùa nằm trên cơ thể kẻ thù (thường thì là trên trán), nó sẽ làm chúng bất động, hoặc như trong Sailor Moon R The Movie, kẻ thù sẽ được thanh tẩy khỏi cái ác.
- Fire Soul (Linh hồn lửa thiêng) - Sailor Mars bắn một quả cầu lửa từ đầu ngón tay.
- Fire Soul Bird (Linh hồn hoả điểu) - Một chiêu thức mạnh hơn chiêu Fire Soul, có hình dạng của một con chim, là sự kết hợp giữa lá bùa cùng với chiêu Fire Soul của Mars. Được sử dụng vài lần trong Season 2 và trong nhiều video game.
- Burning Mandala (Vòng tròn rực cháy) - Chiêu thức mới của Mars xuất hiện trong Sailor Moon R. Trong đó, cô quay một vòng lửa và chiếu vào kẻ thù của mình.
- Mars Flame Sniper (Sao Hỏa Lửa thiêng xạ kích ) - Sailor Mars bắn một mũi tên lửa vào kẻ thủ của mình. Nó xuất hiện lần đầu tiên trong phần Sailor Moon SuperS

### Manga, Sailor Moon Crystal and Eternal
- Biến đổi

- Mars Power, Make Up (Năng lượng Sao Hoả, biến thân!) - Cô dùng bút (gậy) biến thân để biến thành Sailor Mars (Thủy Thủ Sao Hỏa).
- Mars Star Power, Make Up (Năng lượng tinh tú Sao Hoả, biến thân!) - Cô dùng Star Power Stick để trở thành Sailor Mars (Thủy Thủ Sao Hỏa).
- Mars Planet Power, Make Up! (Năng lượng hành tinh Sao Hỏa, biến thân!) - Cô sử dụng sức mạnh từ hành tinh của mình, đã được nâng cấp lên bởi Tân Nữ hoàng Serenity, giúp cô biến thành Sailor Mars (Thủy Thủ Sao Hỏa).
- Mars Crystal Power, Make Up (Năng lượng pha lê Sao Hoả, biến thân!) - Cô sử dụng Pha lê Sao Hoả biến thành Super Sailor Mars (Thủy Thủ Sao Hỏa).
- Chiêu thức tấn công

- Akuryo Taisan (Linh hồn quỷ dữ hãy biến đi !) - Sailor Mars tập trung sức mạnh lại một điểm được tạo ra bởi ngọn lửa. Cô cũng có thể ném một lá bùa và hét lên "Akuryo Taisan!" để làm bất động kẻ thù hoặc xua đuổi kẻ thù gây ảnh hưởng xấu tới người hoặc nơi nào đó.
- Burning Mandala (Vòng xoáy. lửa thiêng!) - Sailor Mars triệu tập một quả cầu lửa để đốt cháy kẻ thù.
- Mars Snake Fire ( Lửa thiêng mãng xà Sao hoả!) - Sailor Mars tạo ra một con rắn phun ra lửa để tấn công kẻ thù của mình. Chiêu thức này cũng xuất hiện trong một số Video Games.
- Mars Flame Sniper (Sao Hỏa Lửa thiêng xạ kích) - Sailor Mars bắn một mũi tên lửa vào kẻ thù. Cô sử dụng được chiêu thức này sau khi dùng Pha lê Sao Hoả để biến thân.

### Live action
- Quyền năng

Sailor Mars có thể biến Sailor Star Tambourines của Sailor Venus thành một cặp kiếm  để chống lại Youma được tạo ra bởi Princess Sailor Moon trong Act cuối cùng. Những chiếc dao găm này cũng xuất hiện trong Special Act, nhưng được sử dụng bởi Sailor Venus.
- Biến đổi

- Mars Power Make Up (Năng lượng Sao Hoả, biến thân) - Cụm từ biến hình được Rei trong PGSM sử dụng.
- Chiêu thức tấn công

- Akuryo Taisan (Linh hồn quỷ dữ hãy biến đi)- Một trong những quyền năng của Rei khi là Miko. Cô ném một lá bùa vào kẻ thù trong khi hét lên " Akuryo Taisan! "(Linh hồn quỷ dữ hãy biến đi!)
- Youma Taisan (Yêu quái biến đi) - Một chiêu thức tương tự như Fire Soul trong Anime. Nhưng trong phiên bản này, Sailor Mars tạo ra một quả cầu lửa ở giữa tay và ném về phía kẻ thù.
- Burning Mandala (Vòng xoáy lửa thiêng - Chiêu thức mạnh nhất của Sailor Mars trong PGSM.
- Unnamed Attack - Một chiêu thức không được nêu tên trên màn hình. Trong đó Sailor Mars dùng Sailor Star Tambourine để "gửi" một năng lượng ngôi sao màu đỏ tới kẻ thù của mình.

### Video Games
- Quyền năng

Trong các Video Games, Sailor Mars thường sử dụng những quyền năng tiêu chuẩn của cô. Nhưng sau đây là các chiêu thức, quyền năng chỉ có trong Video Games.
- Chiêu thức tấn công

- Burning Storm: Cơn bão rực cháy - Được sử dụng trong Sailor Moon dành cho Mega Drive.
- Ofuda Hurricane: Cơn lốc bùa thiêng - Được sử dụng trong Sailor Moon dành cho Super Famicom.
- Spinning Raven - Được sử dụng trong Sailor Moon dành cho 3DO.
- Haja Enbu Kyaku - Được sử dụng trong Sailor Moon dành cho Mega Drive và Sailor Moon R dành cho Super Famicom.
- Hajou Kougeki - Được sử dụng trong Sailor Moon dành cho Arcade.
- Mars Snake Flare - Được sử dụng trong Sailor Moon S: Jougai Rantou? Shuyaku Soudatsusen và Sailor Moon SuperS: Zenin Sanka! Shuyaku Soudatsusen.
- Fire Heel Drop - Được sử dụng trong Sailor Moon S: Jougai Rantou? Shuyaku Soudatsusen và Sailor Moon supers: Zenin Sanka! Shuyaku Soudatsusen.

## Thông tin bên lề
- Trong Anime, Sailor Mars là Senshi duy nhất không có chiêu thức chỉ sử dụng một lần.
- Miko thường được biết đến với kỹ năng bắn cung. Điều này được thể hiện trong chiêu thức: Mars Flame Sniper của Rei, trong đó miêu tả cô sẽ triệu tập một cây cung lửa và bắn một mũi tên lửa vào kẻ thù của mình.
- Khi dùng chiêu Mars Flame Sniper, Rei đã cầm cung bằng tay trái, có thể đây là một ngụ ý rằng Rei thuận tay trái.
- Món ăn ưa thích của Rei là fugu.
- Họ của cô có cách phát âm giống tiếng Nhật là một chữ Hán, có nghĩa là "Linh hồn" (霊). Tên đầy đủ của cô có nghĩa là "Linh Hồn Của Lửa".
- Rei là người duy nhất trong số các Senshi có tên được viết bằng chữ katakana.
- Đồng phục học sinh của Rei trông vô cùng phong cách và sang trọng trong số đồng phục của các Senshi. Nó thể hiện sự ưu tú của trường truyền giáo tư thục mà Rei theo học so với các trường bình thường của thành phố khác của Usagi và Minako. Các trường tư như vậy cũng rất đắt tiền, mặc dù tiền học của Rei có thể được chu cấp bởi cha cô. Phiên bản Live Action thiết kế bộ đồng phục của cô rất giống với những phiên bản Anime, Manga,.. nhưng váy của cô được kéo dài hơn.
- Số thành viên trong Starlight Fan Club của Rei là 2906.
- Cả hai người thân của Rei là ông nội và người anh họ của cô là Kengo Ibuki đều xuất hiện trong Anime, và đều bị biến thành quái vật của ngày.
- Trong Trailer Sailor Moon lồng tiếng Anh ban đầu của DiC, Rei được gọi là Dana.